# Dead Can Dance (1981-1998)
Dead Can Dance (1981-1998) é uma box set com quatro discos lançada pela banda Dead Can Dance em 2001, contendo uma compilação de três CDs de música cobrindo a carreira da banda e o DVD de Toward the Within.
Embora a maior parte das faixas sejam tiradas de álbuns anteriores, esta coletânea contém bastantes raridades. "Frontier (Demo)" e "The Protagonist" foram originalmente lançadas na compilação Lonely Is an Eyesore da 4AD, de 1984; "Labour of Love", "Ocean", "Orion", e "Threshold" foram gravadas para o John Peel Show em 1983, e a versão de "Carnival of Light" contida nesta compilação foi produzida para uma nova Peel Session em 1984; "Sloth (Radio)" foi gravada para a rádio e uma versão de estúdio foi mais tarde lançada no álbum a solo de Brendan Perry, Eye of the Hunter.  

## Faixas

### Disco 1
1. "Frontier (Demo)"
2. "Labour of Love (Radio)"
3. "Ocean (Radio)"
4. "Orion (Radio)"
5. "Threshold (Radio)"
6. "Carnival of Light"
7. "In Power We Entrust the Love Advocated"
8. "De Profundis (Out of the Depths of Sorrow)"
9. "Avatar"
10. "Enigma of the Absolute"
11. "Summoning of the Muse"
12. "Anywhere out of the World"
13. "Windfall"
14. "Cantara"
15. "In the Kingdom of the Blind the One-eyed Are Kings"
16. "Bird"
17. "The Protagonist"

### Disco 2
1. "Severance"
2. "The Host of Seraphim"
3. "Song of Sophia"
4. "The Arrival and the Reunion"
5. "Black Sun"
6. "The Promised Womb"
7. "Saltarello"
8. "The Song of the Sibyl"
9. "Spirit"
10. "Yulunga (Spirit Dance)"
11. "The Ubiquitous Mr. Lovegrove"
12. "Sloth (Radio)"
13. "Bylar"
14. "The Carnival Is Over"
15. "The Spider's Stratagem"
16. "The Wind That Shakes the Barley (Radio)"
17. "How Fortunate the Man with None"

### Disco 3
1. "I Can See Now"
2. "American Dreaming"
3. "Tristan"
4. "Sanvean"
5. "Rakim"
6. "Gloridean"
7. "Don't Fade Away"
8. "Nierika"
9. "Song of the Nile"
10. "Sambatiki"
11. "Indus"
12. "The Snake and the Moon (Edit)"
13. "The Lotus Eaters"

### Disco 4
- Toward the Within (DVD)